# Манара, Филиппо
Филиппо Манара (итал. Filippo Manara; 18 июня 1869, Имола — 13 марта 1929, Триест) — итальянский музыкальный педагог и дирижёр.
Окончил Болонский музыкальный лицей (1892), где изучал композицию у Чезаре Далл’Олио, Федерико Паризини, Алессандро Бузи и наконец у Джузеппе Мартуччи. Затем работал как оперный дирижёр, некоторое время руководил камерными ансамблями в Читтавеккье и Каподистрии. В 1900 году обосновался в Триесте, преподавал и публиковался как музыкальный критик в газете Il Piccolo. В 1903 году основал музыкальный лицей (будущую Триестскую консерваторию), которым и руководил до конца жизни (с перерывом в 1915—1919 гг.). Организатор ряда важных событий в музыкальной жизни города — в частности, торжественного концерта к столетию Джузеппе Верди 9 мая 1913 года, для которого был собран коллектив из 260 исполнителей. Впервые в Триесте исполнил с местным оркестром ряд произведений (в частности, Девятую симфонию Антонина Дворжака).
Опубликовал несколько работ по истории музыки на локальном материале, из которых важнейшая — статья «О некоторых невматических пергаментах, обнаруженных в Каподистрии» (итал. Di alcune pergamene neumatiche scoperte a Capodistria; 1909), в которой напечатаны найденные в монастыре Святой Анны нотные манускрипты XIII века; впрочем, выдвинутая Манарой версия происхождения этих рукописей была опровергнута Б. Бугетти. Написал кантату для солистов, хора и оркестра на слова Альфреда Теннисона (1892), увертюру и симфонические прелюдии для оркестра (1903), ещё несколько сочинений.